# Philip Opiyo
Phillip Opiyo (ur. 27 lutego 1979) – kenijski piłkarz grający na pozycji obrońcy.

## Kariera klubowa
Karierę piłkarską Opiyo rozpoczął w klubie Mathare United ze stolicy kraju Nairobi. W jego barwach zadebiutował w 1999 roku w kenijskiej Premier League. W 2000 roku osiągnął pierwszy sukces w karierze, gdy zdobył z Mathare Puchar Kenii. W 2003 roku przeszedł do Tusker FC, gdzie grał przez pół roku.
W połowie 2003 roku Opiyo odszedł do południowoafrykańskiego Free State Stars FC z miasta Bethlehem. Z kolei w sezonie 2004/2005 występował w Bush Bucks FC z miasta Umtata. W obu tych klubach grał w rozgrywkach Mvela League.
W 2005 roku Opiyo wrócił do Kenii i został zawodnikiem Sofapaka Nairobi z Nairobi. Z kolei w 2008 roku przeszedł do Bandari FC z Mombasy. W 2009 zakończył w nim swoją karierę.

## Kariera reprezentacyjna
W reprezentacji Kenii Opiyo zadebiutował 5 stycznia 2001 roku w wygranym 2:1 towarzyskim meczu z Zambią. W 2004 roku został powołany do kadry na Puchar Narodów Afryki 2004. Tam był podstawowym zawodnikiem i rozegrał 3 mecze: z Mali (1:3), z Senegalem (0:3) i z Burkina Faso (3:0). Od 2001 do 2004 roku rozegrał w kadrze narodowej 29 spotkań.